# 邵燕玲
邵燕玲，國立中興大學法商學院（今國立臺北大學）法律系畢業，65年乙等推事檢察官考試及格，司法官訓練所第15期結業，自1994年起在最高法院服務，期間被派任最高法院刑事庭庭長，自2010年10月6日起升任高等法院花蓮分院院長，2019年派任公務員懲戒委員會委員。

## 經歷
- 臺灣高雄地方法院法官

- 臺灣高等法院、臺灣高等法院臺南分院、高雄分院法官

- 最高法院法官、法官兼庭長

- 公務員懲戒委員會委員

## 大法官提名爭議事件
2011年3月31日，馬英九總統原欲提名其為中華民國大法官之候選人，但遭踢爆其曾經將一件疑似性侵六歲女童的案件，依據被告自白與相關人證詞，認定林犯行未違反女童意願而選擇較量刑較輕的「與未滿14歲男女性交罪」判決之。因此也是導致2010年的白玫瑰運動的導火線之一，而被指為「恐龍法官」，事後雖然證明邵燕玲並無職務上之怠惰，然其爭議判決仍與社會倫理期待大相逕庭，此係因檢調起訴查證不足，外加法官本身社會經歷與認知差異導致。大法官提名之名單曝光後，輿論譁然。最後在當事人聲明放棄大法官被提名，終使馬英九總統更換大法官提名人選。
邵燕玲為司法官訓練所第15期結業，任職經歷為：臺灣高雄地方法院法官、臺灣高等法院臺南分院法官、臺灣高等法院高雄分院法官、臺灣高等法院法官及最高法院法官，近年升任最高法院之庭長。
民國99年間，社會團體對於法院針對性侵害與性騷擾的判決，其刑度總是低於西方國家，累積了許多不滿。於99年8月5日，邵燕玲法官之合議庭審理99年度台上字第4894號案件，因高等法院認定之事實與適用之法律有所不符，該庭遂將此案發回臺灣高等法院重新審理，而後刑度又有下降，民怨終至爆發，在正義聯盟與白玫瑰團體的主導下，於99年9月25日，在總統府前進行了萬人響應之白玫瑰大遊行，邵燕玲也被批評為「恐龍法官」。最高法院於輿論壓力下倉促作成99年第7次刑庭決議，此決議違反罪刑法定主義，有違憲疑慮。
民國100年3月間，邵燕玲法官經司法院之推薦，與馬英九總統會談後，經馬英九總統提名為大法官人選，惟消息見報後，邵燕玲預見可能引起社會反彈，並避免造成總統及司法院困擾，主動要求免予提名。馬英九總統受到輿論壓力，因此決定公開表示事前不知邵燕玲為承辦上開案件之審判長。